# Дамрискотта (Мен)
Дамрискотта (англ. Damariscotta) — місто (англ. town) в США, в окрузі Лінкольн штату Мен. Населення — 2297 осіб (2020).

## Демографія
Згідно з переписом 2010 року, у місті мешкало 2218 осіб у 1051 домогосподарстві у складі 578 родин. Було 1359 помешкань
Расовий склад населення:
| - 97,0 % — білих - 0,8 % — азіатів - 0,4 % — чорних або афроамериканців |

До двох чи більше рас належало 1,4 %. Частка іспаномовних становила 0,6 % від усіх жителів.
За віковим діапазоном населення розподілялося таким чином: 18,2 % — особи молодші 18 років, 52,0 % — особи у віці 18—64 років, 29,8 % — особи у віці 65 років та старші. Медіана віку мешканця становила 50,7 року. На 100 осіб жіночої статі у місті припадало 79,2 чоловіків;  на 100 жінок у віці від 18 років та старших — 74,0 чоловіків також старших 18 років.
Середній дохід на одне домашнє господарство  становив 67 132 долари США (медіана — 54 671), а середній дохід на одну сім'ю — 90 977 доларів (медіана — 75 278). Медіана доходів становила 43 409 доларів для чоловіків та 36 149 доларів для жінок. За межею бідності перебувало 10,8 % осіб, у тому числі 21,1 % дітей у віці до 18 років та 9,6 % осіб у віці 65 років та старших.
Цивільне працевлаштоване населення становило 908 осіб. Основні галузі зайнятості: освіта, охорона здоров'я та соціальна допомога — 22,5 %, роздрібна торгівля — 16,2 %, науковці, спеціалісти, менеджери — 14,2 %.